# Nicolas Haxo
Nicolas Haxo (Étival-Clairefontaine, 7 giugno 1749 – 20 marzo 1794) è stato un generale francese.

## Biografia

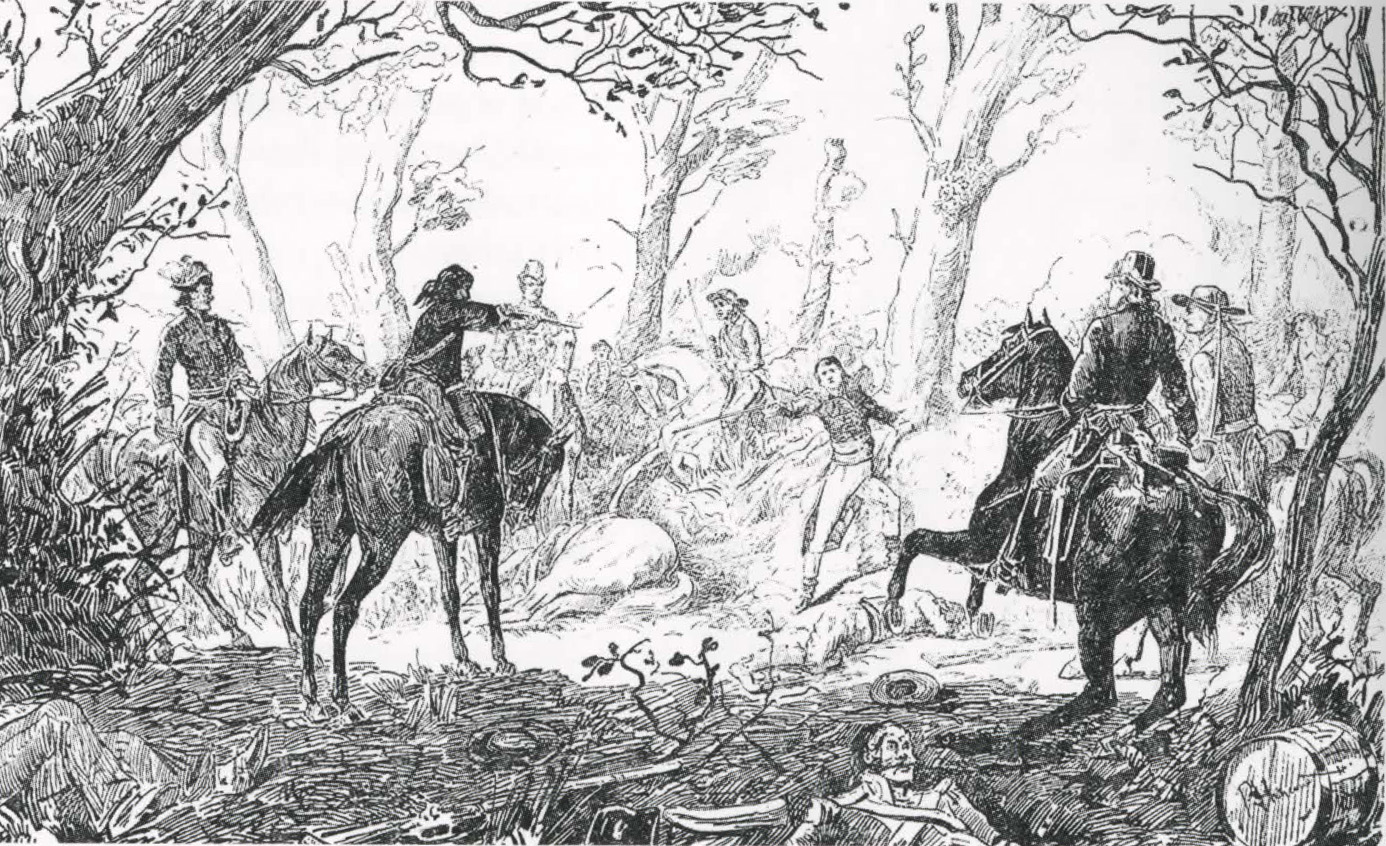
Morte del Generale Haxo nella battaglia di Clouzeaux, 1794.

Figlio del generale François Nicolas Benoît Haxo. Allo scoppio della Rivoluzione francese era comandante della guardia nazionale di Saint-Dié, e successivamente coprì il ruolo di vicepresidente del tribunale di Saint-Dié.
Quando iniziarono le Guerre rivoluzionarie francesi si arruolò nei primi battaglioni di volontari nel 1791, ed alla testa di 3º reggimento di Vosges, di cui era comandante, si distinse subito nelle prime campagne militari.
Nel 1793 partecipò anche alle Guerra di Vandea e il suo coraggio e la sua abilità gli consentirono diverse promozioni fino a diventare generale di divisione. Fu determinare nella Battaglia di Cholet, grazie alla abilità strategica riuscì a condurre i repubblicani alla vittoria. A lui si diede anche la presa dell'isola di Noirmoutier nel 1794. Partecipò anche alle Colonne infernali organizzate dal generale Louis Marie Turreau ottenendo lo stesso ruolo del suo collega, fu nominato infatti generale in capo della seconda armata e di conseguenza fu lui ad organizzare le sue dodici colonne, così come Turreau fece con la prima armata.
Il 20 marzo 1794, alla testa di una colonna di 300 uomini Haxo si scontra con François Charette nella battaglia di Les Clouzeaux. Haxo barricò i suoi uomini dentro il campanile di una Chiesa del villaggio, dove viene raggiunto da una pallottola che gli ferisce il braccio destro. I repubblicani allora, tentarono un'uscita ma i vandeani erano troppi numerosi. Haxo lasciato solo dai suoi uomini e abbandonato anche dal suo cavallo, tentò una fuga a piedi ma venne raggiunto dai cavalieri vandeani che gli procurarono un'altra ferita alla gamba, ma nonostante ciò continuò a resistere combattendo con la sciabola i vandeani, fino a quando però non venne raggiunto da una pallottola. Sull'accaduto Charette commentò così: "quale danno avere ucciso un uomo così coraggioso". 

Questa narrazione del combattimento di Clouzeaux è una delle numerose versioni della battaglia. Gli storici infatti non sono d'accordo, né sulla data (il 20 o il 21 marzo), né sul luogo esatto, è certo però che Haxo morì per essere stato abbandonato dai suoi uomini e perché non ricevette supporto da nessun'altra colonna repubblicana, per non creare polemiche interne all'esercito per questo mancato soccorso Turreau dichiarò che si sarebbe suicidato per sfuggire al nemico. Questa versione sarà anche considerata ufficiale per molto tempo.
Il corpo del generale Haxo sarebbe stato sepolto in un campo vicino al maniero di La Gautronniére (nel comune di Les Clouzeaux) e si sarebbe piantato sulla sua tomba un albero di Ginepro, per questo motivo verso gli inizi del '900 già non si sapeva più dove fosse stato sepolto, aumentando ancora di più la leggenda che circonda il generale Haxo.